# ガイセル紙の糾弾ポルカ
ガイセル紙の糾弾ポルカ (がいせるしのきゅうだんぽるか、ドイツ語: Geisselhiebe-Polka) は、ヨハン・シュトラウス2世が作曲したポルカ (作品60) である。この作品は1848年12月にウィーンの娯楽場グリューネン・トーアで初演された。なおこの曲は、「鞭打ちポルカ」とも呼ばれている。

## 概要
この作品の背景には、ウィーン体制の崩壊を招いた1848年革命がある。ヨハン・シュトラウスは当時、自身で参加はしなかったが、この運動に賛同していた。曲のタイトルは当時の新聞「ガイセル」からきている。この新聞は、シュトラウスが革命に賛同した作品を演奏しているといって、彼を批判した。彼は批判を一蹴し、聴衆の期待に応えたまでだと主張した。そして彼は新聞の批判に対抗して、ポルカ「ガイセル紙の糾弾」を作曲した。この曲の中で彼は新聞に批判された彼の作品と、1848年夏にグリューネン・トーアで演奏した「ラ・マルセイエーズ」の一部分を引用した。カール・マリア・フォン・ウェーバーのオペラ「魔弾の射手」の風刺歌「嘲笑の合唱」を引用して、シュトラウスはガイセル紙の糾弾 (まさに新聞の攻撃) が笑うべき誤解であることを明確にした。ポルカの初演は大成功だった。
政治的な状況が大幅に変化し、革命が下火になるにつれ、ヨハン・シュトラウスの政治的態度も変化した。革命への賛同という以前の立場から体制の側へ彼は移り、かつての立場を忘れようとしていた。そして1863年には宮廷歌劇場監督の職に就いた。それによって「ガイセル紙の糾弾ポルカ」は、もはや演奏されることはなかった。
脚注に挙げたCDによると、演奏時間は3分50秒である。指揮者の解釈によりこの演奏時間は変動する。